# Нанич, Изет
Изет Нанич (босн. Izet Nanić; 4 октября 1965 — 5 августа 1995) — командир боснийской бригады в боснийской армии во время войны в Боснии и Герцеговине.

## Семья
Боснийский мусульманин Изет Нанич родился в семье Ибрагима Нанича (1939–2000) и Расимы (род. 1945) в городе Бужим и был вторым из семи детей.
Он был женат на Сафии Реметич из Варошки Риеки. У них было трое детей: дочь и два сына.

## Карьера
Нанич закончил среднюю школу в 1984 году в Загребе, а затем отправился в Белград, где он поступил в военную академию. После двух лет обучения в военной академии он отправился в Сараево на 1 год. Затем он снова вернулся в Загреб в 1987 году, где закончил обучение в военной академии.
До января 1991 года Нанич был офицером Югославской народной армии, когда он вернулся домой в Бужим из-за перелома ноги. Он был лейтенантом югославских ВВС и противовоздушной обороны в сербском Крагуеваце. В начале Боснийской войны он присоединился к армии Республики Боснии и Герцеговины. Его младший брат Невзет был убит около города Босанска-Крупа 30 июня 1992 года, вскоре после начала войны в Боснии. Первоначально Нанич занимался обучением и формированием новых подразделений, однако после смерти брата он стал командиром 505-й Бужимской бригады 5-го армейского корпуса во главе с бригадным генералом Атифом Дудаковичем. Он руководил командованием с момента его создания в 1992 году до своей смерти. Изет Нанич был убит во время операции «Буря» 5 августа 1995 года, всего за 5 месяцев до Дейтонского соглашения и окончания войны в Боснии.

## Наследие

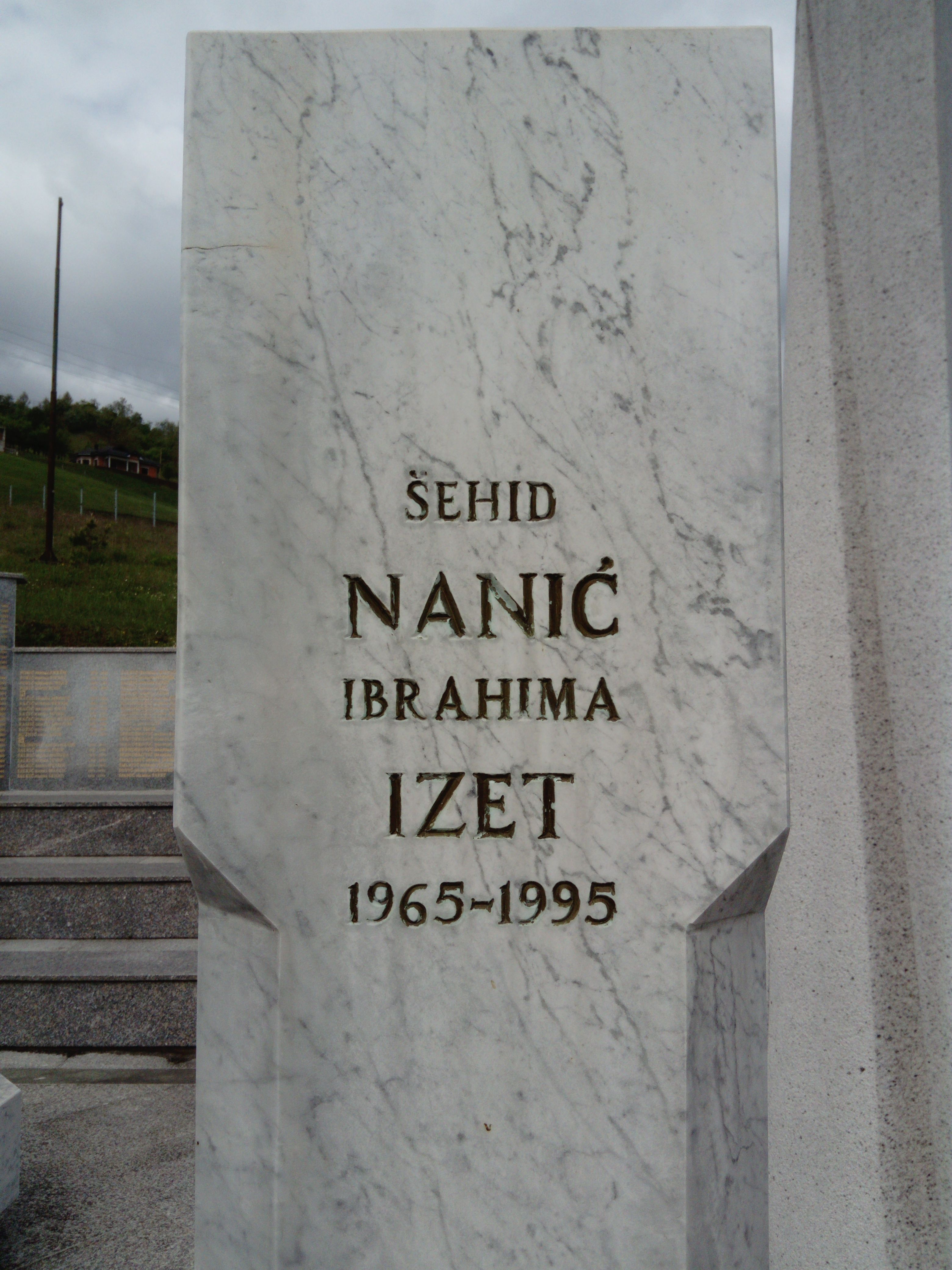
Могила Изет Нанич

Боснийцы считают Нанича легендарным командиром, поскольку его бригада освободила и взяла под контроль боснийцев несколько городов и поселков, включая Велика-Кладуша в ходе операции «Тигр»и Сански-Мост, Босанска-Крупа, Босански-Петровац и Ключ в ходе операции «Сана». В 1994 году Нанич был награжден орденом «Золотой лилии», а в 1998 году посмертно — орденом Героя Освободительной войны , последний из которых является высшим почетным званием, присуждаемым армией Республики Боснии и Герцеговины.
В районе Сараево Храсница , в муниципалитете Илиджа, находится улица «Генерала Изета Нанич» (босн. Ulica Generala Izeta Nanića), расположенная чуть ниже горы Игман, что является отсылкой к его позывному «Игман». Похожие улицы, носящие его имя, находятся в его родном городе Бужим, недалеко от мавзолея, который он делил с братом, в Цазине и в городе Босанска-Крупа. Кроме того, улица в Ключе (босн. Ulica Izeta Nanića), не имеет приставки «генерал».